# Территориальная генерирующая компания № 1
Территориа́льная генери́рующая компа́ния № 1 (ТГК-1, полное наименование — Публичное акционерное общество «Территориальная генерирующая компания № 1») — российская энергетическая компания, созданная в результате реформы РАО «ЕЭС России». Профиль работы — тепло- и гидрогенерирующая компания, ведущий производитель и поставщик электрической и тепловой энергии в Северо-западном регионе России; штаб-квартира находится в Санкт-Петербурге.
География присутствия — 4 субъекта Северо-Западного ФО (г. Санкт-Петербург, Ленинградская область, Мурманская область, Республика Карелия).
Компания приступила к операционной деятельности 1 октября 2005 года, а окончательно формирование единой компании завершилось 1 ноября 2006 года.

## Собственники и руководство
| Организация                                                             | Доля в 2007, % | Доля во II квартале 2008, % | Доля в IV квартале 2009, % | Доля в III квартале 2010, % | Доля в 2011, % | Доля в 2012, % | Доля в 2021, % |
| ----------------------------------------------------------------------- | -------------- | --------------------------- | -------------------------- | --------------------------- | -------------- | -------------- | -------------- |
| РАО «ЕЭС России»                                                        | 43,6           | 42,31                       | --                         | --                          | --             | --             |                |
| ООО «Газпром энергохолдинг» (до 27 апреля 2009 года — Газпром)          | --             | --                          | 28,66                      | 51,79                       | 51,79          | 51,79          | 51,79          |
| концерн «Fortum» (Финляндия)                                            | 25,48          | 25,69                       | 25,66                      | 25,66                       | 25,66          | 29,45          | 29,45          |
| ООО «Русские энергетические проекты» (действует в интересах «Газпрома») | 17,67          | 17,67                       | 17,65                      | --                          | --             | --             |                |
| ГМК Норильский Никель                                                   | --             | 5,60                        | 5,60                       | --                          | --             | --             |                |
| НКО АО НРД (номинальный держатель)                                      |                |                             |                            |                             |                |                | 15,53          |
| Прочие акционеры                                                        | 13,25          | 8,73                        | 22,43                      | 22,5                        | 22,5           | 18,76          | 3,23           |

В июне 2022 года финская энергетическая компания Fortum объявила о намерении выйти из российских активов , однако точных сроков реализации российских активов пока нет .
Директора филиалов:
- филиал «Невский» — Михаил Владимирович Одрживольский (c 2023 года) [12]
- филиал «Кольский» — Станислав Валентинович Назаров (c 2016 года)
- филиала «Карельский»  — Александр Павлович Собакин (с 2020 года)

## Деятельность
Электростанции компании (всего их 51) расположены на территории Санкт-Петербурга, Республики Карелия, Ленинградской области и Мурманской области. На конец 2023 года установленная мощность электростанций компании (с учётом АО «Мурманская ТЭЦ») составила 6 919,7 МВт электрической мощности и 13 568,58 Гкал/ч тепловой мощности. Выработка электрической энергии — 29 699,6 млн КВт•ч, отпуск тепловой энергии — 25 133,0 тыс. Гкал.
По величине установленных мощностей «ТГК-1» занимает третье место в России среди территориальных компаний. Является стратегическим производителем электрической и тепловой энергии в Санкт-Петербурге, Петрозаводске, Мурманске, городах Кировск и Апатиты Мурманской области.
В составе электростанций компании 40 гидроэлектростанций суммарной мощностью 2 863 МВт. Свыше 45% электроэнергии компании производится на ГЭС. В 2021 г. ПАО «ТГК-1» присоединилось к международному стандарту учёта возобновляемой энергии The I-REC Standard Foundation в качестве производителя возобновляемой электроэнергии и получило право выпускать сертификаты I-REC в отношении объёмов электроэнергии, произведенных на ГЭС, аттестованных и зарегистрированных в Ассоциации участников рынков энергии «Цель номер семь» . К 2024 году сбыт «зеленой» электроэнергии, выработанной на ГЭС, осуществляется путем заключения свободных двухсторонних договоров на федеральном оптовом рынке и путем продажи «зеленых» сертификатов в системе добровольной сертификации низкоуглеродной энергии Сбера.
Тепловую энергию «ТГК-1» реализует в Санкт-Петербурге (50% рынка), на территории Республики Карелия (85 %), в г. Апатиты (100 %) и г. Кировск (100 %) Мурманской области, в Мурманске (75 %).
К 2020 году ПАО «ТГК-1» ввело в эксплуатацию более 1745 МВт новой электрической мощности в рамках договоров ДПМ.
Инвестиционная программа предусматривает расширение мощностей за счет строительства новых объектов: проект новой одноагрегатной малой гидроэлектростанции мощностью 16,5 МВт на реке Паз в Печенгском районе Мурманской области (войдет в состав каскада Пазских ГЭС) прошёл экспертизу  . В декабре 2022 года на тематической сессии XII Международного форума «Арктика: настоящее и будущее» был анонсирован инновационный проект по строительству специалистами «ТГК-1» тепло-ветрогенерационной установки в Териберке на севере Мурманской области.

### Состав
В состав компании входят 52 электростанций различных типов:
| - ТГК-1 в Республике Карелия - Каскад Выгских ГЭС: - Беломорская ГЭС, - Выгостровская ГЭС, - Маткожненская ГЭС, - Палокоргская ГЭС, - Каскад Кемских ГЭС: - Кривопорожская ГЭС, - Подужемская ГЭС, - Путкинская ГЭС, - Юшкозерская ГЭС, - Каскад Сунских ГЭС: - Кондопожская ГЭС, - Пальеозерская ГЭС, - Петрозаводская ТЭЦ. | - ТГК-1 в Мурманской области - Апатитская ТЭЦ, - Каскад Нивских ГЭС: - Нива ГЭС-1, - Нива ГЭС-2, - Нива ГЭС-3, - Иовская ГЭС, - Княжегубская ГЭС, - Кумская ГЭС, - Каскад Туломских и Серебрянских ГЭС: - Верхне-Туломская ГЭС, - Нижне-Туломская ГЭС, - Серебрянская ГЭС-1, - Серебрянская ГЭС-2, - Верхне-Териберская ГЭС, - Нижне-Териберская ГЭС, - Каскад Пазских ГЭС: - Кайтакоски ГЭС, - Янискоски ГЭС, - Раякоски ГЭС, - Хевоскоски ГЭС, - Борисоглебская ГЭС, - ПАО "Мурманская ТЭЦ" - АО "Хибинская тепловая компания". | - ТГК-1 в Ленинградской области - Каскад Вуоксинских ГЭС: - Лесогорская ГЭС - Светогорская ГЭС - Каскад Ладожских ГЭС: - Волховская ГЭС, - Верхне-Свирская ГЭС, - Нижне-Свирская ГЭС, - Нарвская ГЭС, - Северная ТЭЦ (Санкт-Петербург). | - ТГК-1 в Санкт-Петербурге - Автовская ТЭЦ, - Василеостровская ТЭЦ, - Выборгская ТЭЦ, - Первомайская ТЭЦ, - Правобережная ТЭЦ, - Центральная ТЭЦ, - Южная ТЭЦ. |

### Показатели деятельности
Выручка компании по МСФО в 2019 году составила 97,255 млрд руб. (в 2018 году — 92,455 млрд руб.), операционная прибыль — 12,148 млрд руб. (12,909 млрд руб.), чистая прибыль — 7,990 млрд руб. (10,421 млрд руб.).

 В 2019 году (по РСБУ) выручка составила 90,836 млрд руб., валовая прибыль — 11,848 млрд руб. Чистая прибыль — 9,494 млрд руб..
Выручка «ТГК-1» за первое полугодие 2021 года составила 52,4 млрд руб. по РБСУ что на 16,7% выше аналогичного периода прошлого года, а чистая прибыль увеличилась на 47% и достигла 8 млрд рублей.
Рейтинговое агентство АКРА в 2018 году присвоило «ТГК-1» рейтинговую оценку AA(RU) со стабильным прогнозом. Рейтинг ежегодно подтверждался, в 2020 году был повышен до AA+(RU).